# Janice Rankin
Janice Rankin MBE (* 8. Februar 1972 in Inverness) ist eine ehemalige schottische Curlerin. Zuletzt spielte sie auf der Position des Lead.
Rankin war Teil des Gold-Teams der Britischen Olympiamannschaft um Skip Rhona Martin in Salt Lake City 2002.
Für ihren Sieg wurde Rankin 2002 zum Member of Order of the British Empire ernannt.